# Симор (Мисури)
Симор (енгл. Seymour) град је у америчкој савезној држави Мисури.

## Демографија
По попису из 2010. године број становника је 1.921, што је 87 (4,7%) становника више него 2000. године.
| Група             | 2000.         | 2010.         |
| Белци             | 1.757 (95,8%) | 1.812 (94,3%) |
| Афроамериканци    | 1 (0,1%)      | 6 (0,3%)      |
| Азијати           | 7 (0,4%)      | 5 (0,3%)      |
| Хиспаноамериканци | 33 (1,8%)     | 53 (2,8%)     |
| Укупно            | 1.834         | 1.921         |